# Ellen Feldman
Ellen Feldman (n. 1941, New Jersey, SUA) este o scriitoare americană. Ea a fost bursieră Guggenheim în 2009, iar romanul ei Scottsboro a fost nominalizat în 2009 pe lista scurtă a Premiului Orange pentru ficțiune.

## Primii ani și studiile urmate
Feldman s-a născut în 1941. A crescut în New Jersey și a urmat Colegiul Bryn Mawr, obținând o licență și un masterat în istoria modernă. De asemenea, ea a lucrat pentru o editură din New York și a continuat studii de masterat la Universitatea Columbia.

## Viața personală
Feldman locuiește în prezent în New York și East Hampton, New York.

## Scrieri
- A.K.A. Katherine Walden (1982)
- Conjugal Rites (1986)
- Looking for Love (1990)
- Too Close for Comfort (1994)
- Rearview Mirror (1995)
- God Bless the Child (1998)
- Lucy (2003)
- The Boy Who Loved Anne Frank (2005)
- Scottsboro (2008)
- Next to Love (2011)
- The Unwitting (2014)

Ea a scris, de asemenea, sub pseudonimele Amanda Russell și Elizabeth Villars.

### Lucy
Lucy (2003) a relatat povestea de dragoste dintre Franklin Roosevelt și Lucy Mercer, care era secretara soției sale, Eleanor Roosevelt.

### Scottsboro
Scottsboro este un roman despre Scottsboro Boys, nouă tineri de culoare acuzați de viol într-un caz controversat. Lionel Shriver a scris în The Telegraph (Marea Britanie) că a fost „o plăcere să-l citească” în ciuda ororilor descrise. A fost nominalizat la Premiul Orange pentru ficțiune în 2009.

### Next to Love
Următorul ei roman, Next to Love (2011), relatează povestea a trei femei din Massachusetts din anii 1940 până în anii 1960. El a fost inspirat de povestea adevărată a Bedford Boys, un grup de bărbați din apropiere de Bedford, Virginia, care au luat parte la debarcarea din Normandia, fiind uciși în majoritate în primele minute după debarcare.